# Microsystem

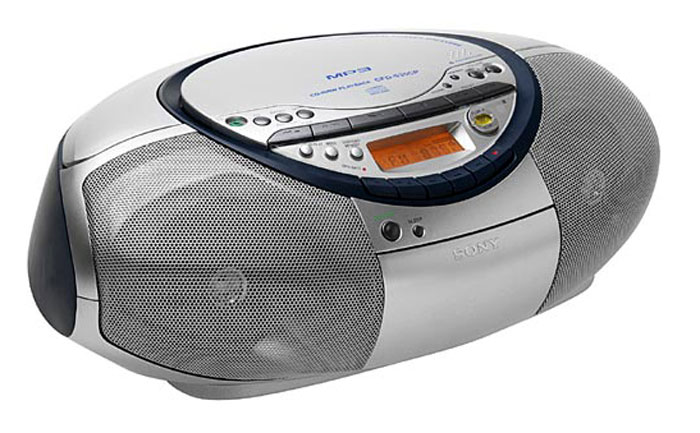
Exemplo de microsystem.

Microsystem é o nome comercial de um aparelho eletro-eletrônico que reproduz áudio.
Para ser considerado um microsystem, é necessário que o aparelho decodifique as músicas de pelo menos dois tipos mídia - por exemplo, ondas de rádio + fita magnética,  que as reproduza em alto-falantes ou caixas de som próprios, e que seja portátil (por isso o prefixo "micro"). Mas os aparelhos mais modernos possuem muitos outros recursos, como gravação ou cópia de mídias, e integração com o computador. Com a evolução eles ficaram mais potentes e com mais funções por exemplo o uso de pendrive.
Aparelhos que só decodificam um tipo de mídia são identificados pela mídia que usam - rádio, toca-fitas, CD player, etc.